# Ribari (Károlyváros)
 Ribari  falu Horvátországban, Károlyváros megyében. Közigazgatásilag Károlyvároshoz tartozik.

## Fekvése
Károlyvárostól 12 km-re keletre, a Kulpa jobb partján fekszik.

## Története
A településnek 1857-ben 199, 1910-ben 324 lakosa volt. A trianoni békeszerződésig Modrus-Fiume vármegye Vojnići járásához tartozott. 
2011-ben 109-en lakták. A skakavaci Szent Rókus plébánia faluja.

## Lakosság
| Lakosság változása | Lakosság változása | Lakosság változása | Lakosság változása | Lakosság változása | Lakosság változása | Lakosság változása | Lakosság változása | Lakosság változása | Lakosság változása | Lakosság változása | Lakosság változása | Lakosság változása | Lakosság változása | Lakosság változása | Lakosság változása |
| ------------------ | ------------------ | ------------------ | ------------------ | ------------------ | ------------------ | ------------------ | ------------------ | ------------------ | ------------------ | ------------------ | ------------------ | ------------------ | ------------------ | ------------------ | ------------------ |
| 1857               | 1869               | 1880               | 1890               | 1900               | 1910               | 1921               | 1931               | 1948               | 1953               | 1961               | 1971               | 1981               | 1991               | 2001               | 2011               |
| 199                | 248                | 247                | 280                | 292                | 324                | 313                | 321                | 341                | 346                | 302                | 274                | 236                | 194                | 153                | 109                |